# Svarttjärnen (Nätra socken, Ångermanland, 701106-163116)
Svarttjärnen är en sjö i Örnsköldsviks kommun i Ångermanland och ingår i Nätraån-Ångermanälvens kustområde.